# Museo del violino
Il Museo del violino è un museo musicale situato a Cremona. Il museo è noto soprattutto per la sua collezione di strumenti ad arco che comprende anche violini, viole, violoncelli e contrabbassi di rinomati liutai, tra cui Antonio Stradivari e Giuseppe Guarneri del Gesù. Ha trovato la sua definitiva collocazione il 14 settembre 2013, in quello che fu il Palazzo dell'Arte, progettato negli anni trenta dall'architetto Carlo Cocchia, integralmente recuperato dopo due anni di restauro grazie anche al finanziamento del mecenate Giovanni Arvedi.

## Storia

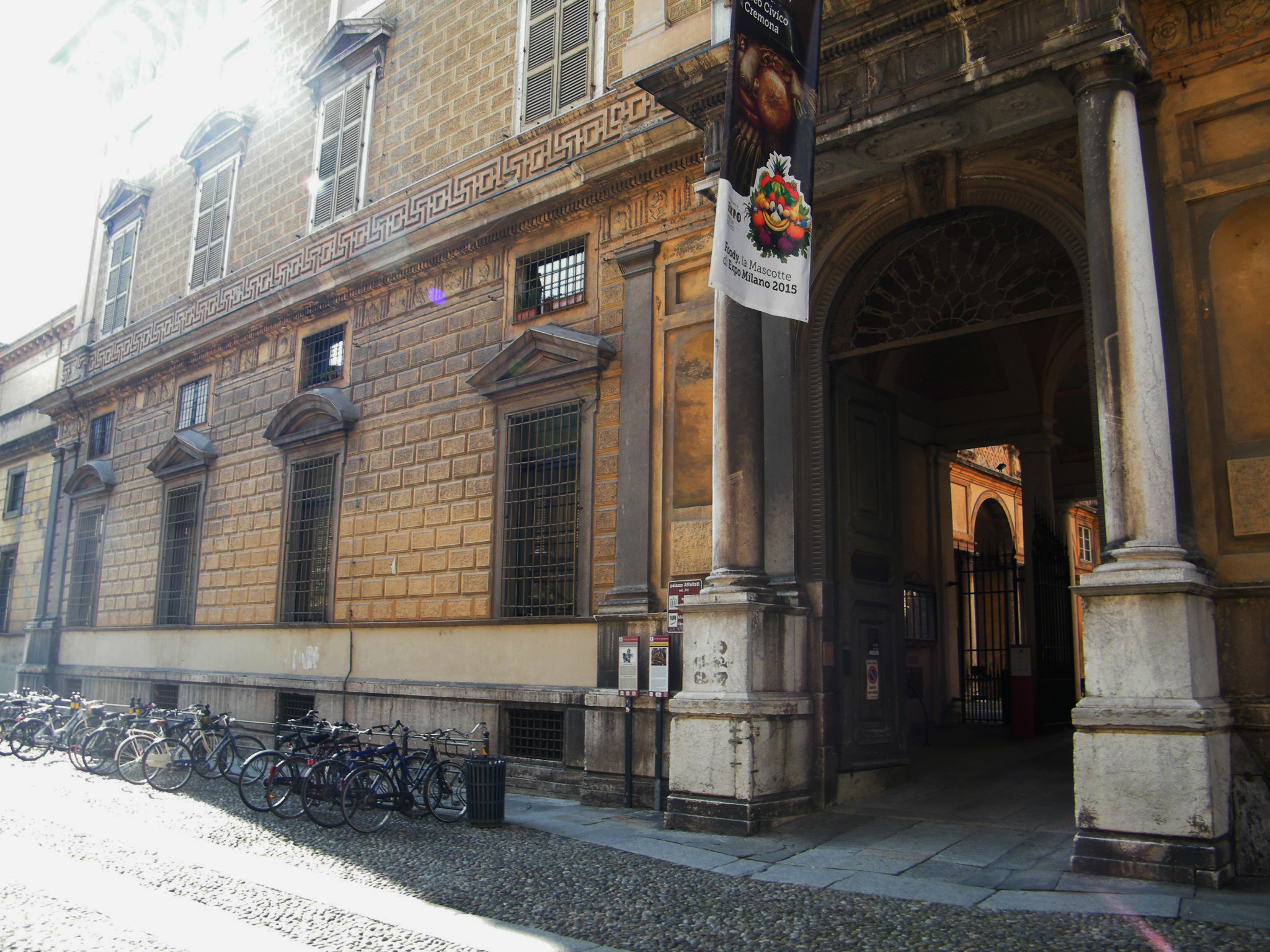
Palazzo Affaitati, già sede dell'ex museo stradivariano

Nel 1894 Giovanni Battista Cerani donò al comune di Cremona diversi strumenti musicali e modelli di proprietà di grandi liutai cremonesi, fra cui Antonio Stradivari. Venne così istituito il Museo Stradivariano, che in seguito venne arricchito dall'inestimabile raccolta di Ignazio Alessandro Cozio, conte di Salabue, il quale aveva acquisito ciò che rimaneva del laboratorio di Stradivari, divenendo così uno dei primi esperti italiani di storia della liuteria. La grandissima collezione di modelli lignei, documenti ed attrezzature artigianali per la creazione di strumenti ad arco di Cozio fu acquistata nel 1920 dal liutaio Giuseppe Fiorini di Bologna al fine di creare una scuola italiana di liuteria; tuttavia, non riuscendo nel proprio proposito, dopo dieci anni decise di regalare tutta la collezione al museo civico di Cremona.
L'amministrazione comunale creò così una "Sala Stradivariana" all'interno del Palazzo Affaitati, dove vennero esposti tutti gli oggetti della collezione Salabue-Fiorini. Dopo un breve trasferimento al Palazzo dell'arte e all'Archivio di Stato, la raccolta venne sistemata nel museo civico e divisa in tre sale: la prima illustrava la costruzione della viola contralto secondo la scuola classica cremonese; la seconda stanza esponeva alcuni strumenti realizzati da liutai italiani del XIX-XX secolo; l'ultima sala conteneva sedici espositori con oltre 700 oggetti.
La cultura dei "saperi e saper fare liutario della tradizione cremonese" è stata iscritta il 5 dicembre 2012 nella lista rappresentativa del patrimonio culturale immateriale dell'UNESCO.

## Esposizione

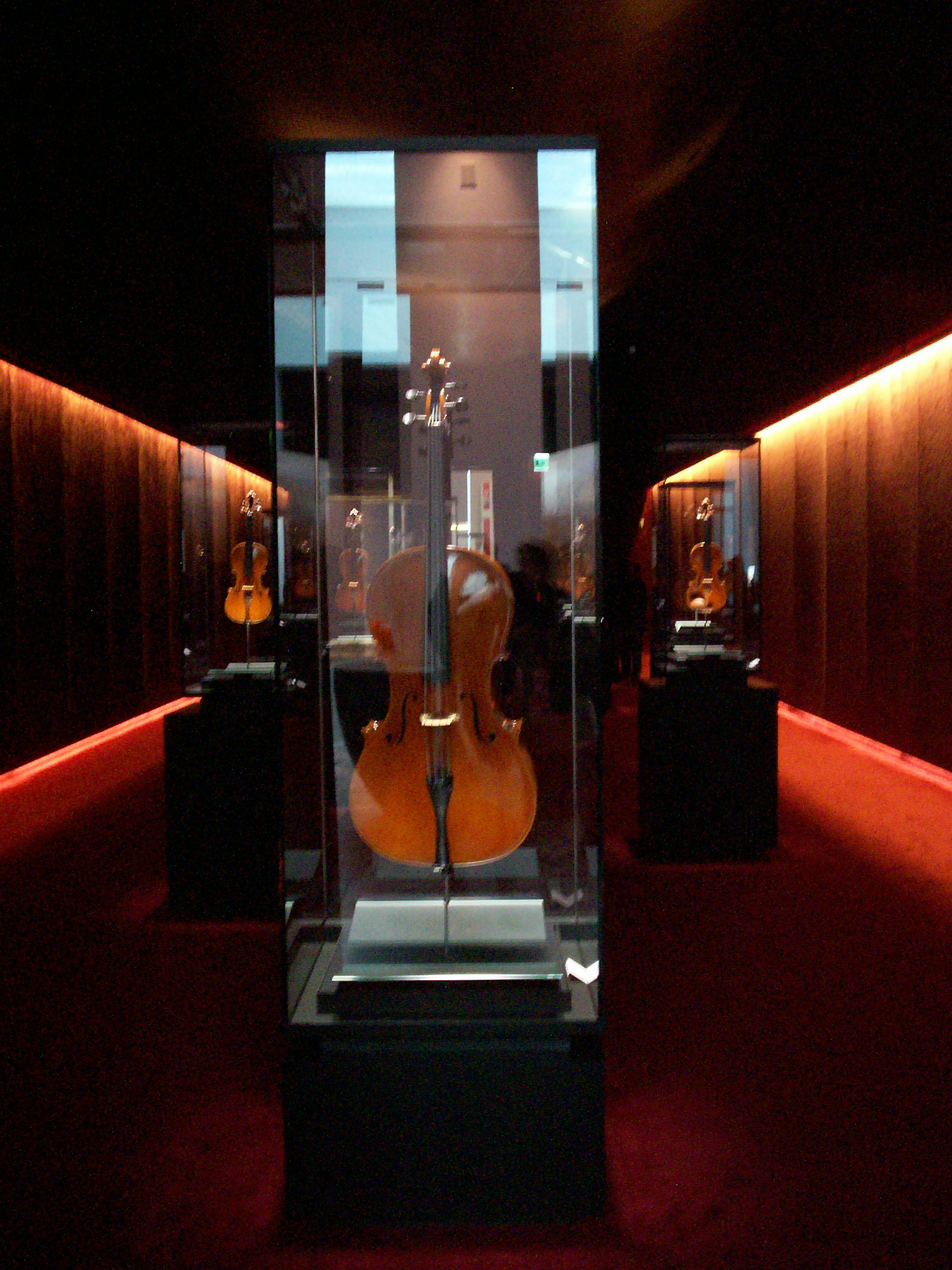
Lo scrigno dei tesori (sala5)

La collezione del museo del violino è organizzata in 10 sale:	
- Sala 1: L'origine del violino, in cui sono esposti i precursori del violino;
- Sala 2: La bottega del liutaio, dove sono spiegati i vari componenti del violino e i tipi di legno;
- Sala 3: La diffusione del violino, una sala d'ascolto dove poter visionare varie registrazioni di famosi musicisti;
- Sala 4: La scuola classica cremonese, sulla storia musicale di Cremona e i suoi liutai più illustri;
- Sala 5: Lo scrigno dei tesori, raccoglie i dieci strumenti musicali più importanti della collezione comunale e della Fondazione "Walter Stauffer", tra cui l'inestimabile violino "Il Cremonese" del 1715 di Antonio Stradivari, e altri pezzi della famiglia Amati e Guarneri dal 1556 al 1734;
- Sala 6: I reperti stradivariani, sui 700 reperti della collezione donata da Giuseppe Fiorini nel 1930;
- Sala 7: Tramonto e rinascita della liuteria, ventuno strumenti di liutai cremonesi realizzati tra il 1777 e il 1941;
- Sala 8: Il Concorso Triennale di liuteria contemporanea, raccoglie le opere di liuteria contemporanea che dal 1976 hanno vinto la medaglia d'oro al "concorso triennale internazionale degli strumenti ad arco «Antonio Stradivari»":
  - I Triennale 1976: violino – Giorgio Ce’ (Italia); viola – Piero Badalassi (Italia);violoncello – Erminio Malagutti (Italia)
  - II Triennale 1979: violino – Augustin Andreas (Germania); viola – Alexander Muradov (U.R.S.S.), violoncello – Roger Graham Hargrave (Gran Bretagna)
  - III Triennale 1982: violino – Sonoda Nobuhiro (Giappone/Germania); viola – David Burgess (Stati Uniti)
  - IV Triennale 1985: violino – David Gusset (Stati Uniti); viola – Nicola Lazzari (Italia); violoncello – Primo Pistoni (Italia)
  - V Triennale 1988: violino – Marcello Ive (Italia); viola – Dante Fulvio Lazzari (Italia); violoncello – Pierangelo Balzarini (Italia); contrabbasso – Marco Nolli (Italia)
  - VI Triennale 1991: violino – Luca Sbernini (Italia); violoncello – Luca Sbernini (Italia)
  - VII Triennale 1994: violino – Helmut Muller (Germania); violoncello – Alessandro Voltini (Italia)
  - VIII Triennale 1997: violino – Primo Pistoni (Italia); viola – Christopher Rowe (Gran Bretagna)
  - IX Triennale 2000: violino – Kolja Jens Lochmann (Germania); viola – Marcus Klimke (Germania); violoncello – Kolja Jens Lochmann (Germania)
  - X Triennale 2003: violino – Jan Baptista Špidlen (Repubblica Ceca); violoncello – Raymond Schryer (Canada)
  - XI Triennale 2006: violoncello – Francesco Toto (Italia)
  - XII Triennale 2009: violino – Marko Pennanen (Finlandia); viola – Antoine Cauche (Francia); violoncello – Silvio Levaggi (Italia)
  - XIII Triennale 2012: violino – Ulrich Hinsberger (Germania); viola – Ulrike Dederer (Germania/Svizzera); contrabbasso – Marco Nolli (Italia)
  - XIV Triennale 2015: viola – Charles Coquet (Francia)
  - XV Triennale 2018: violino  – Nicolas Bonet (Francia); violoncello – Gawang Jung  (Corea del Sud)
  - XV Triennale 2021: violoncello  – Kazune Nemoto (Giappone/Italia); contrabbasso – Guido Mariotto (Italia);
- Sala 9: Friends of Stradivari, dedicato alle esposizioni temporanee di strumenti provenienti da altre collezioni e musei;
- Sala 10: Il violino nel cinema, in cui sono proiettati filmati su liutai cremonesi e spezzoni di film.

## Altri spazi

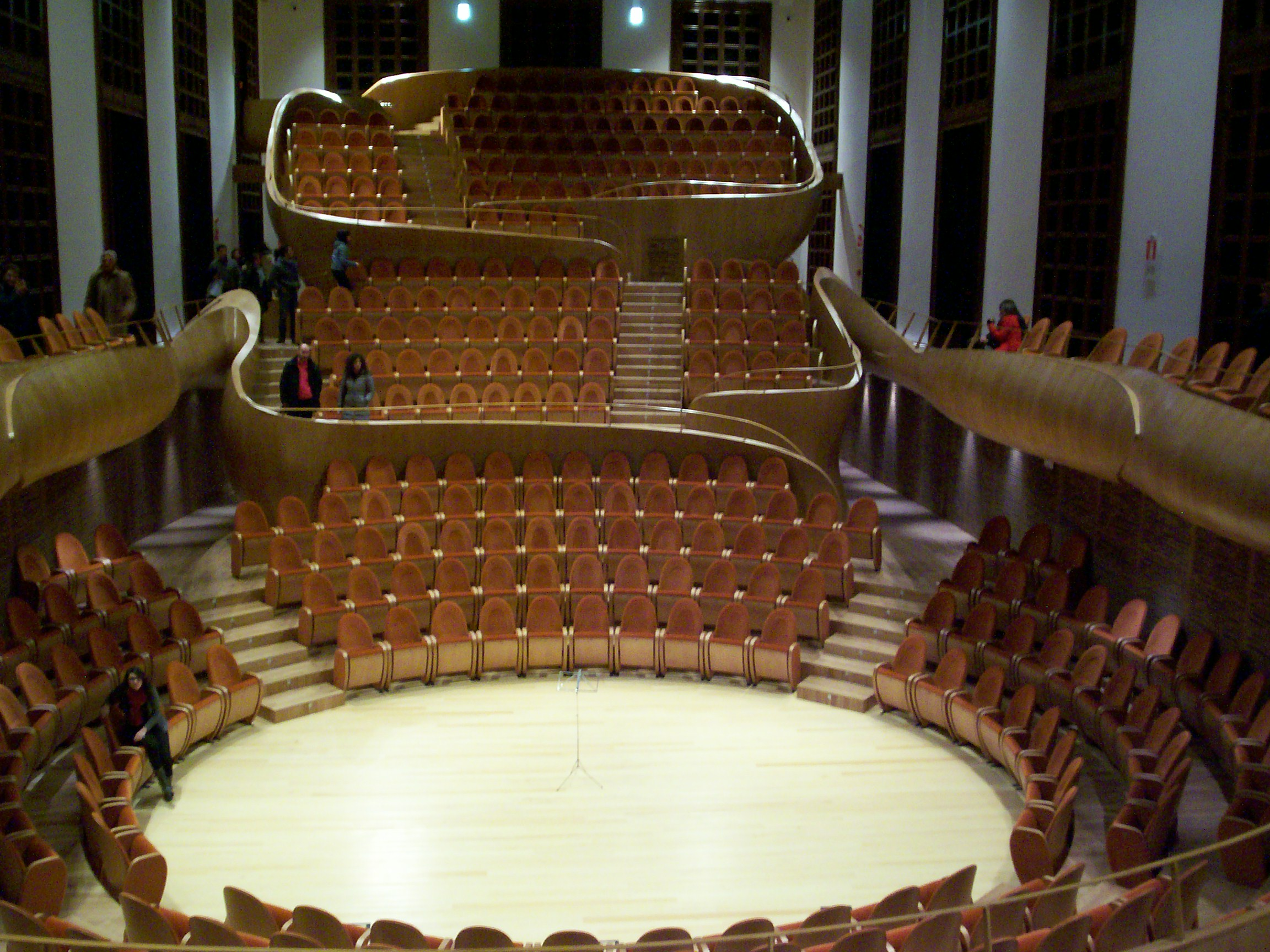
Auditorium "Giovanni Arvedi"

All'interno del museo è stato allestito, in quello che fu originariamente il salone delle adunate del Palazzo dell'arte, un auditorium da 464 posti intitolato all'imprenditore Giovanni Arvedi e realizzato dagli architetti Giorgio Palù e Michele Bianchi in collaborazione con l'ingegnere acustico Yasuhisa Toyota. Sul piccolo palcoscenico ellittico di 85 m2, posto al centro della sala, possono esibirsi solisti e orchestre da camera.
Al piano terreno, l'ala sinistra del palazzo è occupata dal Laboratorio di Acustica Musicale del Politecnico di Milano e dal Laboratorio Arvedi di Diagnostica Non-Invasiva dell'Università di Pavia che, in maniera coordinata, sviluppano attività di ricerca su temi collegati alla liuteria. I ricercatori del Politecnico di Milano svolgono diverse attività riguardanti la misura di proprietà geometriche, vibrazionali e acustiche, con particolare attenzione al miglioramento della qualità degli strumenti musicali acustici e degli ambienti di ascolto. Il Laboratorio Arvedi di Diagnostica Non-Invasiva si prefigge come scopo lo studio e la caratterizzazione dei materiali che compongono gli strumenti musicali storici in ogni sua parte e la messa a punto di un protocollo analitico e metodologico innovativo dedicato alla diagnostica, al restauro e alla conservazione degli strumenti musicali. Si tratta dell'unico museo italiano ad avere al suo interno dei laboratori di ricerca universitari.
Esternamente al museo, dietro al colonnato, è collocata la scultura moderna L’anima della musica dell'artista catalano Jaume Plensa, in cui è raffigurato un uomo d'acciaio seduto e alto quattro metri, con la pelle tatuata da spartiti musicali.